# 파이어 윌 컴
파이어 윌 컴(O Que Arde, Fire Will Come)은 룩셈부르크에서 제작된 올리버 라세 감독의 2019년 드라마 영화이다. 아마도르 아리아스 등이 주연으로 출연하였다.

## 출연

### 주연
- 아마도르 아리아스
- 베네딕타 산체스